# Licq
Licq – darmowy klon ICQ dla systemów Linux. Nowsze wersje tego oprogramowania wspierają ICQ/AIM i MSN. Licq ma większość opcji oryginalnego odpowiednika, nie ma jednak wbudowanych reklam.
Program jest udostępniany na licencji GPL. Standardowy interfejs wykorzystuje Qt.